# Ansoáin / Antsoain
Ansoáin / Antsoain (baskiska: Antsoain) är en kommun i Spanien.   Den ligger i provinsen Provincia de Navarra och regionen Navarra, i den nordöstra delen av landet, 300 km nordost om huvudstaden Madrid. Antalet invånare är 10 938. Arean är 2,0 kvadratkilometer. Ansoáin / Antsoain gränsar till Pamplona.
Terrängen i Ansoáin / Antsoain är huvudsakligen platt, men åt nordväst är den kuperad.